# Osieczki (Korzybie)
Osieczki – nieoficjalny przysiółek wsi Korzybie w Polsce położona w województwie pomorskim, w powiecie słupskim, w gminie Kępice.
Miejscowość leży nad Wieprzą.
W latach 1975–1998 miejscowość administracyjnie należała do województwa słupskiego.